# Visage (album)
Visage è il primo album in studio del gruppo musicale britannico omonimo, pubblicato il 10 novembre 1980 dalla Polydor Records.

## Tracce
Lato A
1. Visage – 3:53
2. Blocks on Blocks – 4:00
3. The Dancer – 3:40
4. Tar – 3:32
5. Fade to Grey – 3:59

Lato B
1. Malpaso Man – 4:14
2. Mind of a Toy – 4:28
3. Moon Over Moscow – 4:00
4. Visa-age – 4:18
5. The Steps – 3:14

In alcune edizioni su CD vi è una traccia aggiuntiva, la versione "Dance mix"  della durata di 6:43 e pubblicata per la prima volta nel 1983, nella raccolta ''FADE TO GREY - The singles collection". 